# Edmond de Goncourt
Pour les articles homonymes, voir Huot et Goncourt.
Pour un article plus général, voir Frères Goncourt.
Œuvres principales
- Germinie Lacerteux (en roman, 1865 et au théâtre, 1888),
- Manette Salomon (1867),
- Madame Gervaisais (1869),
- Les Frères Zemganno (en roman, 1879 et au théâtre, 1890).

Edmond Huot de Goncourt né à Nancy le 26 mai 1822 et mort à Champrosay (Seine-et-Oise) le 16 juillet 1896, est un écrivain français.
Il est le fondateur de l'Académie Goncourt qui décerne chaque année le prix homonyme. Une partie de son œuvre est écrite en collaboration avec son frère, Jules de Goncourt. Les ouvrages des frères Goncourt font partie du courant du naturalisme.

## Biographie

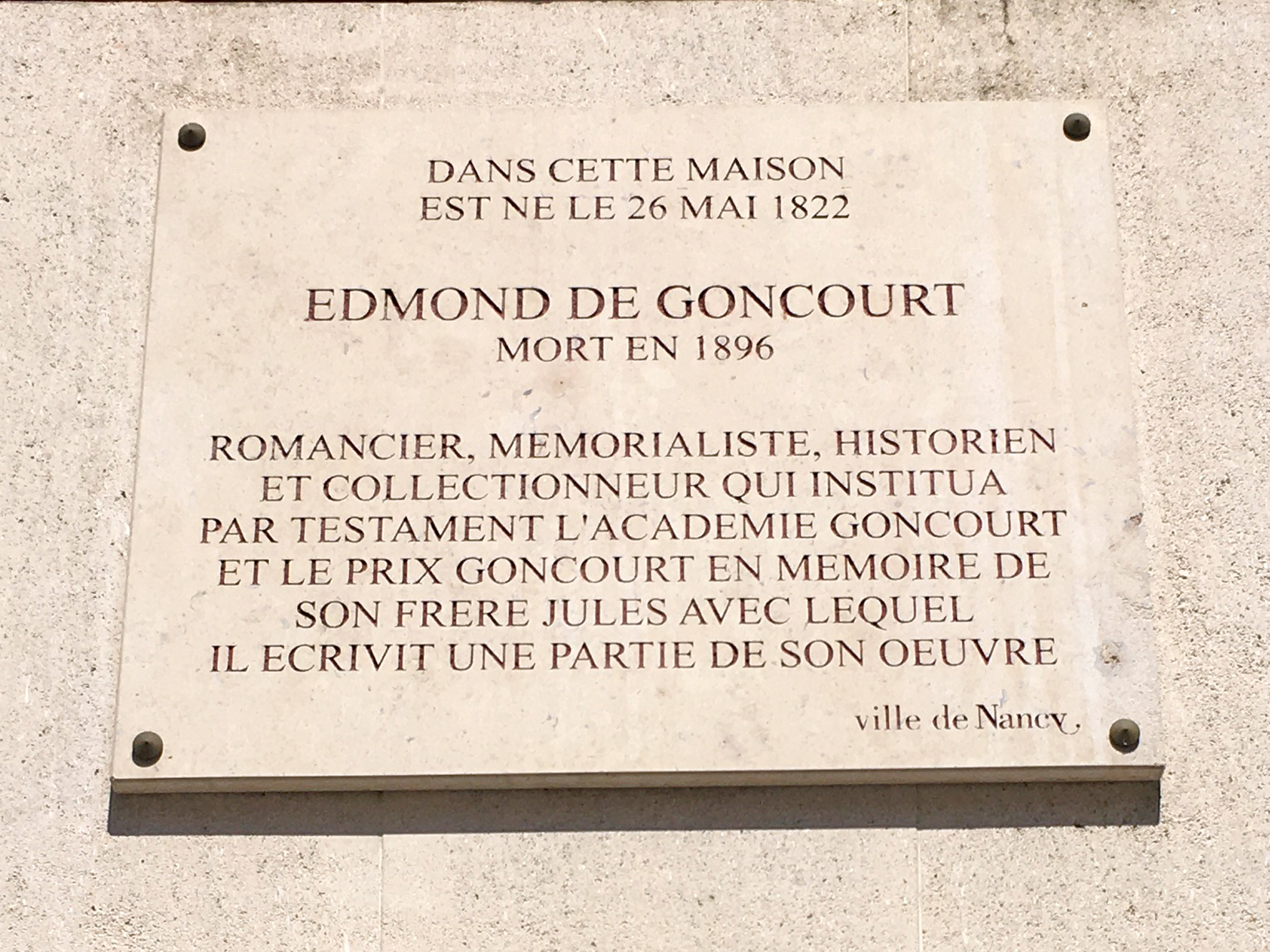
Plaque sur la maison natale de Goncourt à Nancy

Issu d'une famille originaire de Goncourt dans la Haute-Marne par ses parents Marc-Pierre Huot de Goncourt (fils de Jean Antoine Huot de Goncourt et de Marguerite Rose Diez) et Annette Cécile Guerin, Edmond de Goncourt est né à Nancy le 26 mai 1822 dans la maison familiale au 33 rue des Carmes,.
Il étudie, à Paris, au lycée Condorcet. Il est, avec son frère cadet Jules de Goncourt, l'ami d'Ivan Tourgueniev, de Paul Gavarni, Gustave Flaubert, Alphonse Daudet, Émile Zola, Guy de Maupassant et Théodore de Banville, entre autres.

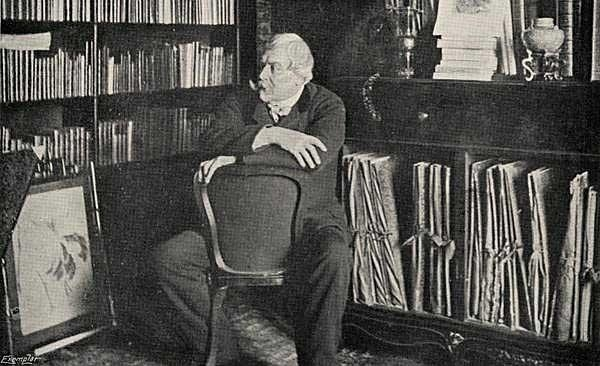
Goncourt entre 1885 et 1895 dans son cabinet de travail, photographie, Paris, musée Carnavalet.

Il anime avec son frère un salon littéraire informel tous les dimanches baptisés le « Grenier » au 67, boulevard de Montmorency dans le 16e arrondissement de Paris,  où se réunissent notamment Maurice Barrès, Alphonse et Léon Daudet, Gustave Geffroy, Roger Marx, Octave Mirbeau, Auguste Rodin, Émile Zola.

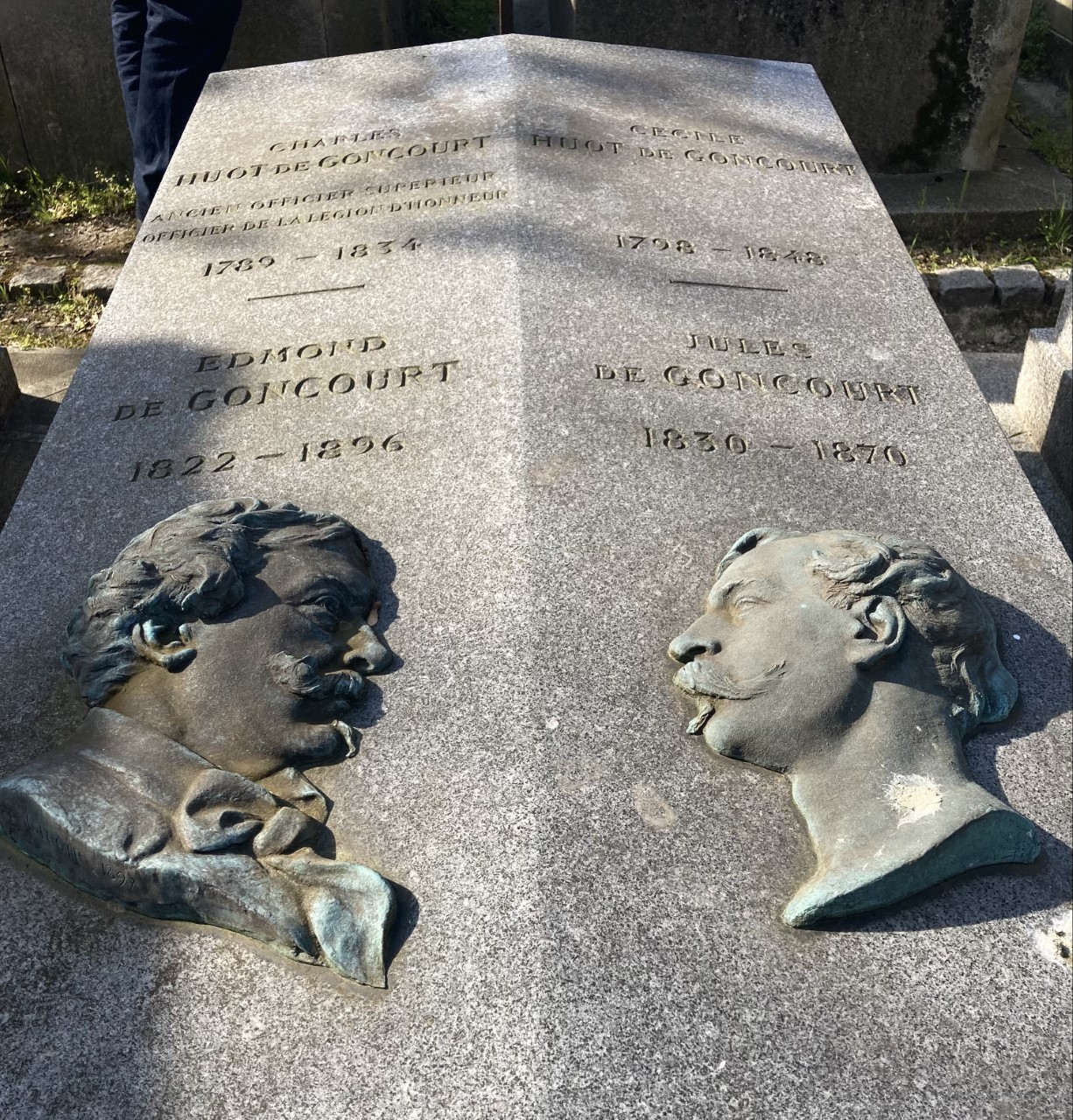
Tombe des frères Goncourt, Paris, cimetière de Montmartre.

Eugène Carrière (1849-1906), présenté par Gustave Geffroy à Edmond de Goncourt, fréquente ce salon. Il lui a laissé au moins sept portraits d'Edmond, qui lui rend visite dans son atelier des Batignolles (Pontoise, musée Tavet-Delacour).

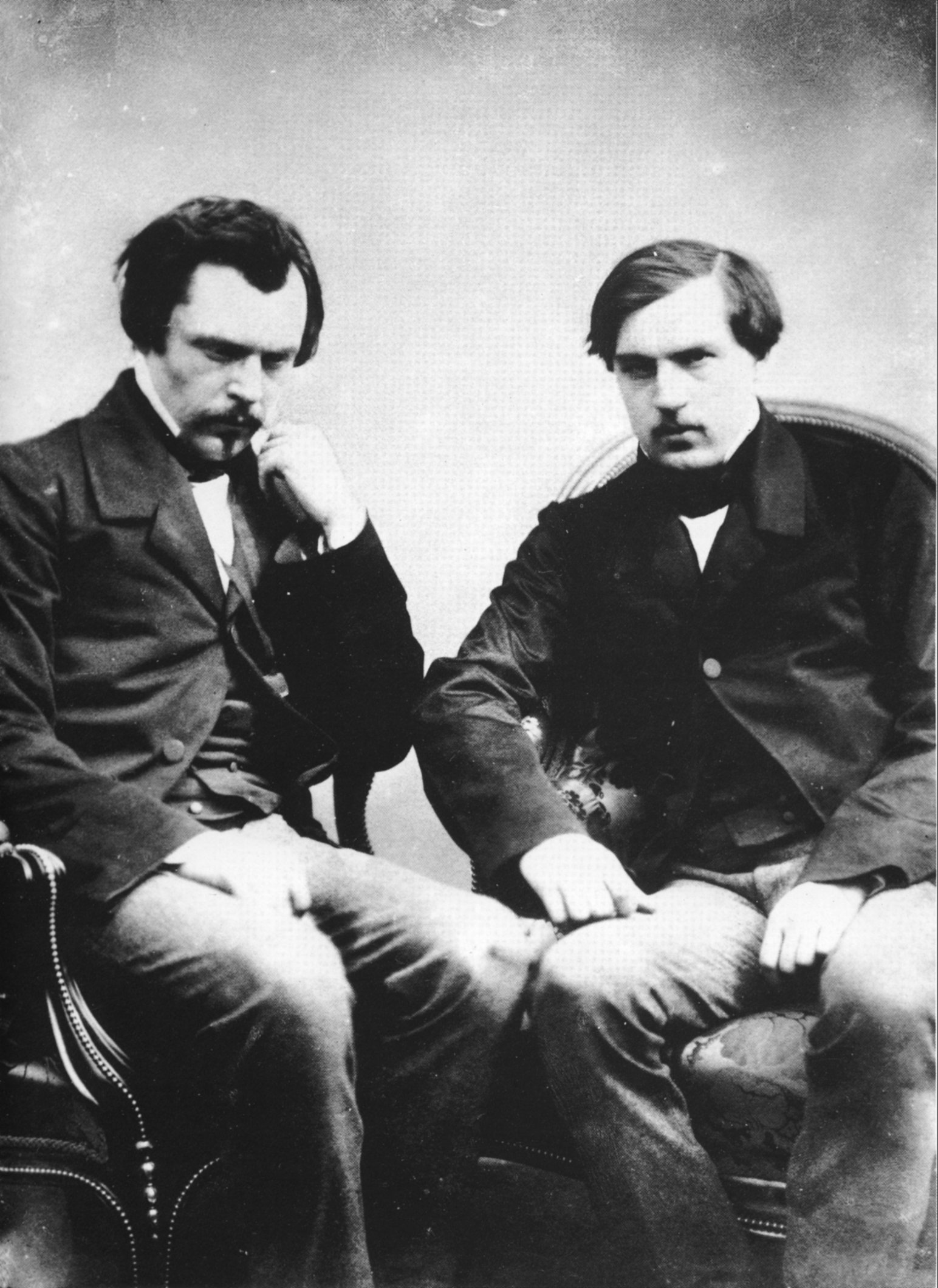
Photographie d'Edmond (à gauche) et Jules (à droite) de Goncourt par Félix Nadar.

Edmond de Goncourt meurt en juillet 1896, à l'âge de 74 ans, d'une embolie pulmonaire fulgurante dans la villa de Draveil, de son ami Alphonse Daudet.
il est inhumé auprès de son frère cadet Jules à Paris au cimetière de Montmartre (13e division). Assistent à la messe de son enterrement Montesquiou, Barrès, Poincaré, Clemenceau, Tristan Bernard, François Coppée, Heredia, Catulle Mendès, Schwob, Jourdain, la princesse Mathilde. Emile Zola prononce son Oraison funèbre. Les deux médaillons ornant le tombeau sont les œuvres du sculpteur Alfred-Charles Lenoir.

## LeJournal

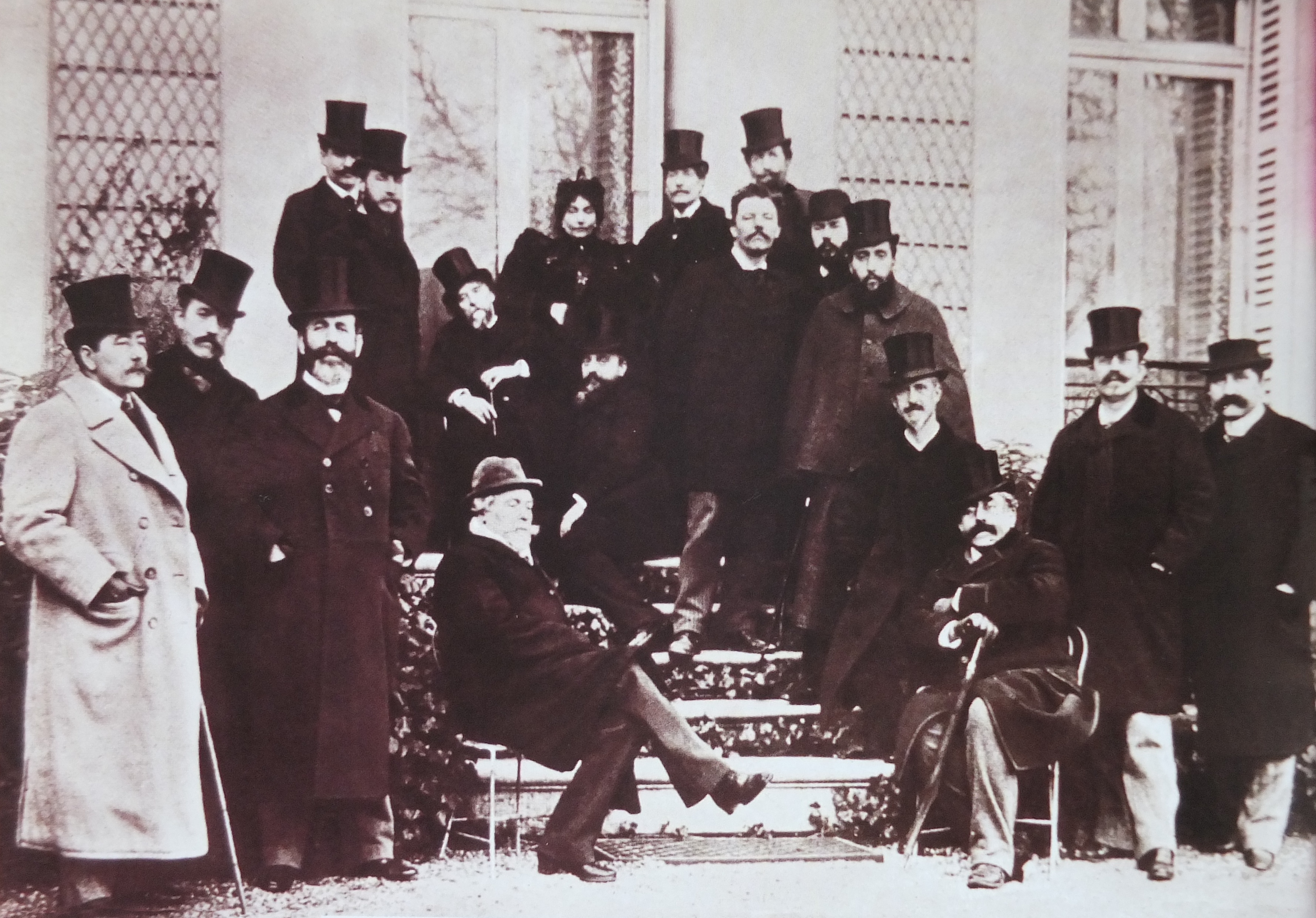
Sur le perron d'Edmond de Goncourt (1890).

Alors que l'œuvre de fiction des Goncourt est relativement peu lue aujourd'hui, le Journal reste un témoignage intéressant sur la deuxième partie du XIXe siècle.
Jusqu'à sa mort en 1870, Jules est le principal auteur du Journal, poursuivi ensuite par Edmond, resté seul. Sous-titré Mémoires de la vie littéraire, il se compose d'un ensemble de notes, généralement brèves, prises au jour le jour. On y trouve, en désordre, au fil des dates :
- des observations sur la santé des deux auteurs, et de leurs amis : en particulier, pendant l'année 1870, la maladie de Jules, la syphilis, qui doit aboutir à sa mort, est décrite avec soin par Edmond. Cette minutie dans la description de la déchéance de son frère n'exclut pas sa profonde douleur ;
- le récit des démêlés des auteurs avec les commissions de censure, aussi virulentes et bornées sous la Troisième République que sous le Second Empire ;
- les rapports des auteurs avec la critique, souvent sévère, voire insultante : les romans des deux frères, comme ceux d'Émile Zola, ont souvent choqué leurs contemporains et les critiques pudibonds ;
- le récit du succès ou des échecs des livres, et surtout des pièces de théâtre — la plupart des romans des auteurs ayant été adaptés pour la scène, comme il est d'usage à cette époque — : il est difficile de savoir à l'avance si une pièce va faire un triomphe ou être sifflée ;
- des « on dit » plus ou moins médisants entendus à droite et à gauche ;
- des observations politiques, où les auteurs se révèlent anti-républicains et anti-communard. Il laissent également libre cours à leur antisémitisme (Édouard Drumont est l'ami d'Edmond) : ceci est en particulier visible sous la plume d'Edmond, sous la Troisième République ;
- des propos, entendus dans les dîners mondains et les salons, sur des célébrités (écrivains, artistes, scientifiques, philosophes, hommes politiques) sous un jour souvent inattendu : la publication de ces propos a souvent amené des brouilles entre les Goncourt et leurs connaissances, qui leur reprochent leurs indiscrétions ; Edmond affirme toutefois n'avoir jamais rien inventé ni déformé dans les propos qu'il prête à ses connaissances[9] ;
- les rapports avec Guy de Maupassant, qu'Edmond de Goncourt n'aime pas.

Les Goncourt ont créé l'« écriture artiste » : ils préfèrent les tableaux à la nature.
Après la Semaine sanglante, Edmond de Goncourt estime qu'« il est bon qu'il n'y ait eu ni conciliation ni négociation […] une telle purge, en tuant la partie combative de la population, reporte la prochaine révolution pour toute une génération ».

## Ouvrages

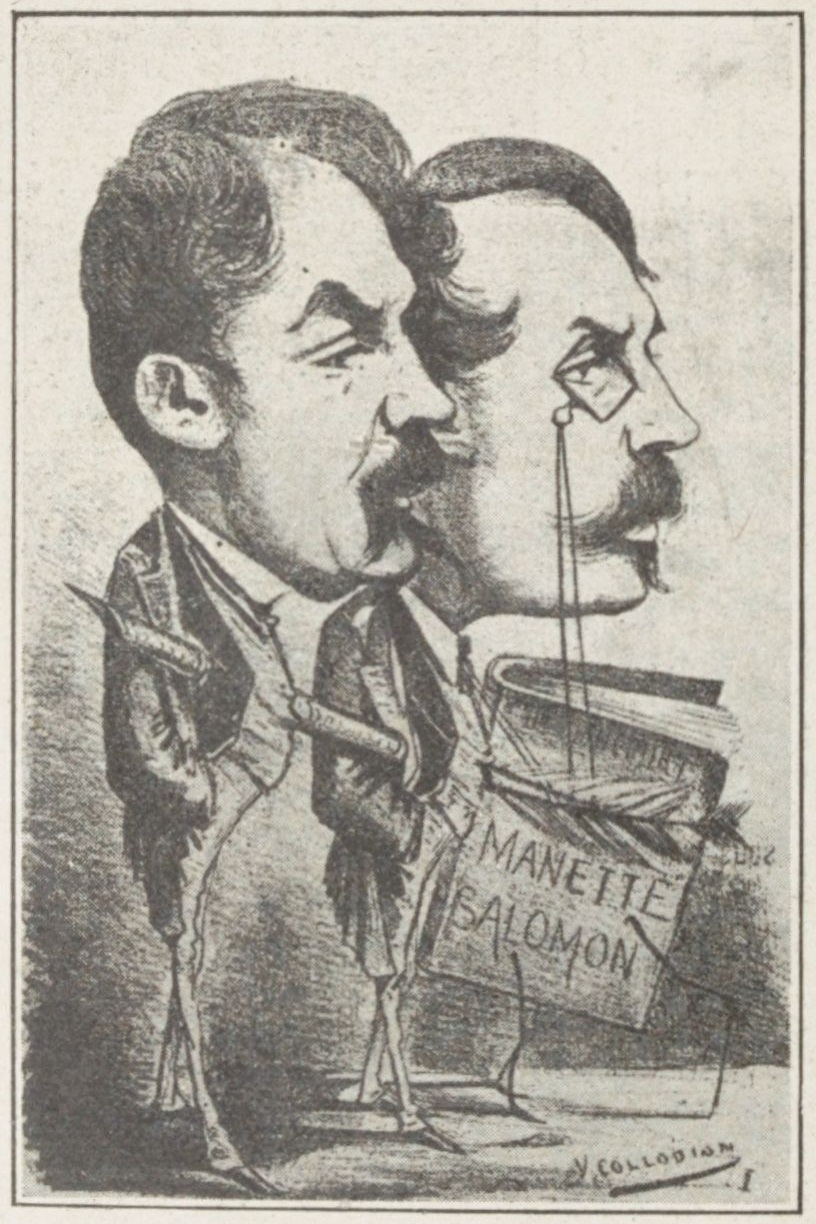
Caricature des frères Goncourt, auteurs de Manette Salomon, par Victor Collodion (1868).

### Avec Jules de Goncourt

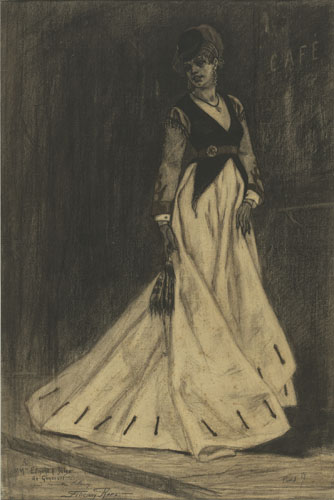
Parisine ou Manette Salomon (1867), dessin de Félicien Rops dédicacé pour Edmond et Jules de Goncourt

- Parisine ou Manette Salomon (1867), dessin de Félicien Rops dédicacé pour Edmond et Jules de GoncourtHistoire de la société française pendant la Révolution, 1854.
- Portraits intimes du XVIIIe siècle, 1857.
- Histoire de Marie-Antoinette, 1858.
- L'art du dix-huitième siècle, 1859-1870.
- Charles Demailly, 1860.
- Sœur Philomène, 1861. lire en ligne sur Gallica
- Renée Mauperin, 1864.
- Germinie Lacerteux, 1865.
- Idées et sensations, 1866.
- Manette Salomon, 1867.
- Madame Gervaisais, 1869.
- Gavarni, l'homme et l'oeuvre, 1873.
- La Du Barry, 1878.
- La Duchesse de Châteauroux et ses sœurs, 1879.
- La Femme au dix-huitième siècle, Édition illustrée par Dujardin, 1887.
- Madame de Pompadour, Édition illustrée par Dujardin, 1888.

Il faut ajouter à cette liste le Journal, écrit d'abord par Jules et Edmond, puis par Edmond seul après la mort de Jules. Le journal des Goncourt a été publié en plusieurs volumes, les premiers du vivant des auteurs, et les derniers après la mort d'Edmond.

### Seul
- La Fille Élisa, 1877, dont s'est inspiré Roger Richebé pour le film Élisa.
- Les Frères Zemganno, Paris, Nelson Éditeurs, 1921   (Wikisource). L’édition originale a paru en 1879.
- La Maison d'un Artiste, tome 1, 1881.
- La Maison d'un Artiste, tome 2, 1881.
- La Maison d'un artiste, la collection d'art japonais et chinois, réédition commentée par Geneviève Lacambre, Éditions À Propos, 2018, 320 p.  (ISBN 9782915398199).
- La Faustin, 1882.
- La Saint-Huberty d'après sa correspondance et ses papiers de famille, Édouard Dentu, Paris, 1882.
- Chérie, 1884, qui dépeint une jeune femme dont le talent artistique s'exprime dans la mode, peut être lu comme une exploration littéraire de l'art[11].lire en ligne sur Gallica
- A bas le progrès ! bouffonnerie satirique en 1 acte, Paris, Théâtre libre, 16 janvier 1893, G. Charpentier et E. Fasquelle lire en ligne sur Gallica

### Monographies
- Outamaro, le peintre des maisons vertes, Paris, Charpentier, 1891 ; rééd. d'après E. de Goncourt, New York, Parkstone International, 2008.
- Hokousaï : l'art japonais au XVIIIe siècle, Paris, G. Charpentier et E. Fasquelle, 1896 ; rééd. Paris, Larousse, 2014.

## Filmographie
- 2010 : Drumont, histoire d'un antisémite français, de Emmanuel Bourdieu : joué par Jacques Bonnaffé